# لژیون یکم پارتیکا

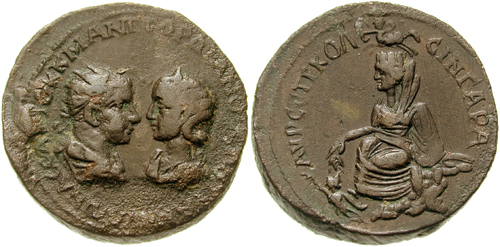
نمابی از یک‌سکهٔ برنزی دوران گوردیان سوم. بر پشت سکه، نگارهٔ لژیون یکم پارتیکا حک‌شده‌است.

لژیون یکم پارتیکا (انگلیسی: Legio I Parthica) لژیونی از ارتش امپراتوری روم بود که در سال ۱۹۷ پس از میلاد توسط امپراتور سپتیمیوس سوروس (حکومت ۱۹۳–۲۱۱ میلادی) برای جنگهای آینده او علیه شاهنشاهی اشکانی تأسیس شد. حضور این لژیون در خاورمیانه تا اوایل قرن پنجم ثبت شده‌است.
لژیون‌های اول، دوم و سوم پارتیکا توسط سپتیمیوس سوروس برای لشکرکشی او علیه امپراتوری اشکانی تأسیس شد. پس از موفقیت لشکرکشی، لژیون یکم و سوم پارتیکا برای جلوگیری از شورش‌های بعدی و محافظت از استان‌های شرقی از حملات امپراتوری اشکانی به منطقه، در اردوگاه سنجار در بین‌النهرین مستقر شد.
در سال ۳۶۰، در ابتدا لژیون اول پارتیکا از اردوگاه خود در برابر حمله شاهنشاهی ساسانی دفاع کرد اما پس از شکست، لژیون به نصیبین (ترکیه امروزی) منتقل شد البته تا زمانی که شهر توسط امپراتور ژوویان در سال ۳۶۳ تسلیم ایرانیان شد. پس از آن، لژیون به کنستانتینا منتقل شد، جایی که آخرین بار در قرن پنجم به موقعیت این لژیون اشاره شده‌است.